# Mayalde
Mayalde – gmina w Hiszpanii, w prowincji Zamora, w Kastylii i León, o powierzchni 43,71 km². W 2011 roku gmina liczyła 209 mieszkańców.